# Centros residenciales de acción educativa (CRAE)

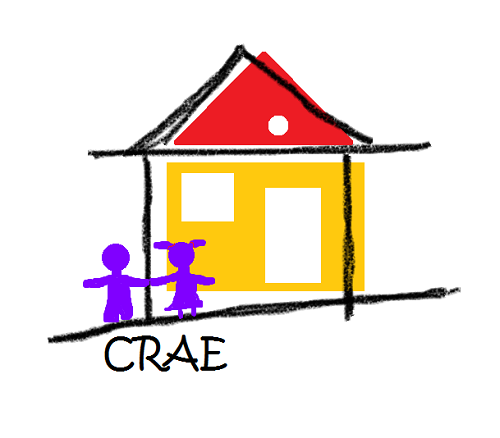
Centro residencial de acción educativa

Un centro residencial de acción educativa (CRAE) es un servicio que nace de la necesidad de atender a niños y jóvenes, de 0 a 18 años, tutelados por la DGAIA. Debido a la situación familiar se separa el niño del núcleo para trabajar los diferentes ámbitos los cuales se ha creado la problemática. 

## Objetivo
El principal objetivo es el regreso al núcleo familiar, sin olvidarnos de la atención integral hacia el niño o joven y la cura de su salud física y psíquica, mediante un proyecto educativo individual (PEI) que es el encargado de elaborar la propuesta educativa adaptada a las necesidades y potencialidades de cada niño. El CRAE es una institución que recibe y acepta un pedido social, para efectuar de forma temporal la suplencia de la familia, como institución educativa fundamental, en sus funciones básicas dirigidas a un niño que, por circunstancias diversas, está en situación de abandono, maltrato, desatención o en riesgo grave de estarlo.
Un niño vivirá en un centro residencial siempre que sea la única opción que tiene para cubrir sus necesidades básicas familiares y esta no pueda proporcionar una cura apropiada que preserve la unidad familiar. El objetivo por lo tanto, del centro no será sustituir la familia sino dar el apoyo necesario para la mejora de la situación del niño o joven.

## Acceso a los CRAEs
Las diferentes vías de acceso para realizar el ingreso en un centro residencial pueden ser diversas. Se puede dar el caso donde el ingreso sea hecho directamente desde la calle, pero también efectuado mediante la derivación de un centro de acogida u otro centro residencial. En el supuesto de que el ingreso sea directo de la calle, implica que el niño no procede de ninguna institución sino que probablemente la gestión del ingreso proviene de la intervención directa del órgano administrativo competente en cuestiones de atención y protección a la infancia (DGAIA) o de los Servicios Sociales (UBASP, EAIA...) ubicados en el barrio de procedencia del menor.
En el segundo caso, los ingresos producidos por una derivación de un centro de acogida, gran parte de los casos llevan ya un diagnóstico y un estudio de cada caso y por eso se tendría que hacer un intercambio el más preciso posible sobre este diagnóstico y recoger el trabajo ya realizado por los centros de acogida (como los estudios, etc.) para continuar la tarea emprada y acordar un plan de trabajo con los usuarios.
La última situación que se produce con cierta frecuencia es la derivación desde otros centros. En este caso tenemos que tener en cuenta las consideraciones anteriores, pero insistiendo más que no se inicia un trabajo de asistencia en el momento de ingreso, sino que se tiene que intentar producir una mejor continuidad de acuerdo con la atención iniciada en anteriores residencias.
Se tiene que destacar que es una situación que se ha producido a menudo, a pesar de que ahora está disminuyendo. Esta situación es aquella donde un niño institucionalizado a corta edad va pasando de centro en centro a lo largo de su vida. Por eso se tendría que reflexionar sobre la incapacidad de las instituciones para romper esta cadena y provocan que estos niños tengan carencias afectivas y estructurales que causan dificultades a la vez de relacionarse e integrarse socialmente. 

### Recepción de un caso
En cuanto a la recepción de un caso, se divide el proceso en cuatro fases que no siempre se producen en una sucesión de pasos claramente separados.
1. Una vez han recibido una mínima información del caso se pasa a la primera fase llamada información. En esta fase, la residencia tiene que buscar y recibir toda la información posible que hable sobre el menor y los motivos de su ingreso. Esta información proviene de fuentes fiables que han estado en contacto con el caso.
2. A la segunda fase, la de coordinación, principalmente el que se hace es hablar con los profesionales que han estado en contacto con el caso y que pueden proporcionar y traspasar la máxima información de la realidad del niño y de los procesos de tratamiento iniciados.
3. Es en este momento donde se tiene que pasar a la penúltima etapa, producida después del esfuerzo de globalización y síntesis de información, la de análisis, donde se intentará conseguir una visión única y estructurada que permitirá un abordaje del caso. Después de la reflexión y la discusión entre los miembros del equipo y de la puesta en común de los elementos anteriores, se tendrá que conseguir una idea global para facilitar un único posicionamiento de la institución respecto al caso.
4. Por último se llegará a la hipótesis del trabajo que no dará un resultado de intervención final, puesto que, los datos son provisionales pero, en cambio si que permitirá empezar a trabajar en el caso.

## Los desinternamientos
Tal como se contempla en el Proyecto Educativo Marc, el proceso de desinternamiento es uno de los aspectos más importantes a trabajar desde el momento del ingreso de un menor a un CRAE, de manera intensiva en determinados momentos en relación con la edad como sería a partir de los 16 años, que se empieza a trabajar hacia la mayoría de edad con suficiente perspectiva, antelación fomentando la autonomía en varias áreas con la implicación y la motivación.

## Diferencia con otras instituciones
La diferencia entre un CRAE y un CREI.
- El CRAE tiene la función de atender las necesidades básicas del menor en aquellos casos en que la familia no puede o no está capacitada, o cuando es preciso protegerlo de abandono, maltrato, explotación, peligro para su integridad física, psíquica o moral.
- Los Centros residenciales de educación intensiva por la acogida de estancia temporal limitada(CREI), para adolescentes y jóvenes de 12 a 18 años tuteladas por la Generalidad de Cataluña que por ciertos motivos se requiere unos sistemas de educación intensiva. Su objetivo es dar respuesta educativa y asistencial a estos adolescentes que presentan alteraciones de conducta.[5]